# Sáp
Sáp község Hajdú-Bihar vármegyében, a Püspökladányi járásban. Az 1950-es megyerendezésig Bihar vármegye Sárréti (később Biharnagybajomi) járásához tartozott.

## Fekvése
A vármegye déli részén helyezkedik el, Hajdúszoboszlótól délre, Berettyóújfalutól nyugatra. A szomszédos települések: északon Földes, keleten Berettyóújfalu, délen Bihartorda, délnyugaton Bihardancsháza és Nagyrábé, északnyugaton Báránd.

### Megközelítése
Központján a Debrecentől Bihartordáig húzódó 4805-ös út vezet végig, közúton csak ezen érhető el, Földes vagy Bihartorda érintésével. Az ország távolabbi részei felől a legfontosabb megközelítési útvonala a 42-es főút, melyről földesi letéréssel lehet eljutni a községbe.
Érinti a Püspökladány–Biharkeresztes-vasútvonal, melynek egy megállója van a településen. Sáp vasútállomás a belterület északi szélén található, a vonali megállók viszonylatában Báránd és Berettyóújfalu vasútállomás között; közúton a 4805-ös útból kiágazó 42 311-es mellékúton érhető el.

## Története
A korabeli oklevelek 1264-ben említik először a falut. A régi forrásokban neve Saap, Saáp alakban fordul elő, egyes térképeken még a XIX. század végén is így szerepel.
A XIV. században a Sápi és a földesi Nagy család volt a falu két birtokosa.
Sáp a kiváltságokkal rendelkező falvak sorába tartozott, mely kiváltságait Bethlen Gábor is megerősítette. 1689-ben I. Lipóttól ugyancsak kiváltságokat kapott, melyek egy év múlva hídvámmal egészültek ki.

## Közélete

### Polgármesterei
| Időszak   | Név              | Jelölő szervezet | Megjegyzés |
| --------- | ---------------- | ---------------- | ---------- |
| 1990–1994 | Kaszás Lajos     | független        |            |
| 1994–1998 | Kaszás Lajos     | független        |            |
| 1998–2002 | Kaszás Lajos     | FKgP             |            |
| 2002–2006 | Karacs Imre      | független        |            |
| 2006–2010 | Karacs Imre      | független        |            |
| 2010–2014 | Karacs Imre      | független        |            |
| 2014–2019 | Karacs Imre      | független        |            |
| 2019–2024 | Karacs Imre      | független        |            |
| 2024–     | Végh Imre József | független        |            |

## Népesség
| Lakosok száma | 1002 | 975  | 972  | 805  | 790  | 768  | 770  |
|               | 2013 | 2014 | 2015 | 2021 | 2022 | 2023 | 2024 |

2001-ben a település lakosságának 89%-a magyar, 11%-a cigány nemzetiségűnek vallotta magát.
A 2011-es népszámlálás során a lakosok 92,3%-a magyarnak, 21,2% cigánynak, 0,5% németnek, 0,5% románnak mondta magát (7,1% nem nyilatkozott; a kettős identitások miatt a végösszeg nagyobb 100%-nál). Vallási megoszlás: római katolikus 6,4%, református 60,4%, görögkatolikus 0,2%, felekezeten kívüli 17,3% (15,5% nem válaszolt).
2022-ben a lakosság 94,3%-a vallotta magát magyarnak, 23,9% cigánynak, 0,3% örménynek, 0,1% németnek, 0,1% románnak, 0,5% egyéb, nem hazai nemzetiségűnek (5,7% nem nyilatkozott; a kettős identitások miatt a végösszeg nagyobb 100%-nál). Vallás: 49,9% református, 2,2% római katolikus, 0,1% görögkatolikus, 0,5% egyéb keresztény, 0,8% egyéb katolikus, 21,6% felekezeten kívüli (24,9% nem válaszolt).

## Nevezetessége
- Református temploma eredetileg 1802-ben, tornya 1812-ben épült. A templomhajó később tönkrement, sokáig csak a torony állt magában. Az új, eklektikus stílusú, famennyezetes templomhajót 1892-ben építették hozzá Veres Károly nagyszalontai építész terve alapján, és egyúttal renoválták a torony süvegét. Orgonája 1900-ban készült el. 2025. július 7-én egy óriási vihar ledöntötte a toronysisakot, amely beszakította a tetőt is.

## Itt születtek
- Benamy Sándor (álnevén Ben Ami) író, újságíró, műfordító (1899–1989)
- Bojtor Imre nótaénekes (1923–1999); nevét ma a falu művelődési háza viseli

## Külső hivatkozások
- Sáp az utazom.com honlapján